# Prêmio Cole
O Prêmio Cole (em inglês:  Cole Prize) é concedido trianualmente pela American Mathematical Society (AMS), contemplando álgebra e teoria dos números. O prêmio é assim denominado em memória de Frank Nelson Cole, que serviu a sociedade por 25 anos.

## Álgebra[1]
- 1928 Leonard Eugene Dickson
- 1939 Abraham Adrian Albert
- 1944 Oscar Zariski
- 1949 Richard Brauer
- 1954 Harish-Chandra
- 1960 Serge Lang e Maxwell Rosenlicht
- 1965 Walter Feit e John Griggs Thompson
- 1970 John Stallings e Richard Swan
- 1975 Hyman Bass e Daniel Quillen
- 1980 Michael Aschbacher e Melvin Hochster
- 1985 George Lusztig
- 1990 Shigefumi Mori
- 1995 Michel Raynaud e David Harbater
- 2000 Andrei Suslin e Aise Johan de Jong
- 2003 Hiraku Nakajima
- 2006 János Kollár
- 2009 Christopher Hacon e James McKernan
- 2012 Alexander Merkurjev
- 2015 Peter Scholze
- 2018 Robert Guralnick

## Teoria dos Números[2]
- 1931 Harry Vandiver
- 1941 Claude Chevalley
- 1946 Henry Mann
- 1951 Paul Erdős
- 1956 John Tate
- 1962 Kenkichi Iwasawa, Bernard Dwork
- 1967 James Ax, Simon Kochen
- 1972 Wolfgang Schmidt
- 1977 Goro Shimura
- 1982 Robert Langlands, Barry Mazur
- 1987 Dorian Goldfeld,  Benedict Gross, Don Zagier
- 1992 Karl Rubin, Paul Vojta
- 1997 Andrew Wiles
- 2002 Henryk Iwaniec, Richard Taylor
- 2005 Peter Sarnak
- 2008 Manjul Bhargava
- 2011 Chandrashekhar Khare e Jean-Pierre Wintenberger
- 2014 Yitang Zhang, Daniel Goldston, János Pintz, Cem Yıldırım
- 2017 Henri Darmon